# Старый Ашит (Башкортостан)
Старый Ашит (баш. Иҫке Әшит) — деревня в Краснокамском районе Республики Башкортостан Российской Федерации. Входит в состав Куяновского сельсовета.

## География

### Географическое положение
Расстояние до:
- районного центра (Николо-Берёзовка): 76 км,
- центра сельсовета (Редькино): 16 км,
- ближайшей ж/д станции (Нефтекамск): 56 км.

## История
В «Списке населенных мест по сведениям 1870 года», изданном в 1877 году, населённый пункт упомянут как деревня Ашитова 3-го стана Бирского уезда Уфимской губернии. Располагалась при речках Тыктеке и Кинчвотише, в 145 верстах от уездного города Бирска и в 22 верстах от становой квартиры в селе Касево. В деревне, в 28 дворах жили 243 человека (119 мужчин и 124 женщины, тептяри), были мечеть, училище. Жители занимались земледелием, скотоводством, плотничеством и тканьем кулей.

## Население
| 2002 | 2009 | 2010 |
| ---- | ---- | ---- |
| 13   | →13  | ↗16  |

Национальный состав
Согласно переписи 2002 года, преобладающие национальности — татары (38 %), башкиры (62 %).